# شيغيوشي سوزوكي (مخرج)
شيغيوشي سوزوكي (باليابانية: 鈴木重吉) هو كاتب سيناريو ومخرج ياباني، ولد في 25 يونيو 1900 في طوكيو في اليابان، وتوفي في 8 أكتوبر 1976.

## وصلات خارجية
- شيغيوشي سوزوكي على موقع IMDb (الإنجليزية)
- شيغيوشي سوزوكي على موقع ألو سيني (الفرنسية)
- شيغيوشي سوزوكي على موقع أول موفي (الإنجليزية)
- شيغيوشي سوزوكي على موقع قاعدة بيانات الفيلم (الإنجليزية)
- شيغيوشي سوزوكي على موقع كينوبويسك (الروسية)